# Багинская, Анастасия Максимовна
Анастаси́я Макси́мовна Баги́нская (укр. Анастасія Максимівна Багинська; род. 8 июля 2005, Киев) — украинская певица, представительница Украины на песенном конкурсе «Детское Евровидение – 2017», суперфиналистка второго сезона украинского проекта «Голос. Дiти», обладательница Гран-при международного детского музыкального конкурса «Витебск 2014» в рамках «Славянского базара 2014».

## Биография
Родилась в июле 2005 года в Киеве. Живёт в городе Белая Церковь (Киевская область). Учится в школе "Джерело", а на занятия музыкой ездит в Киев.
В 3 года начала напевать песни и  мелодии из рекламных роликов и любимых мультфильмов. С пяти лет занимается в школе искусств. В первый раз пела на сцене тоже в пять лет, исполняла песню «Маленький щенок» и завоевала на том конкурсе второе место.

### «Голос. Дети» — 1
В 2012 году (в 7 лет) приняла участие в первом сезоне украинской версии телешоу «Голос. Дети», где стала самой младшей участницей. На слепых прослушиваниях исполняла песню «Три поради». Никто из судей не повернулся, и она расплакалась. Как рассказывал потом продюсер проекта Константин Меладзе, на репетиции она пела «просто блестяще», но на сцене переволновалась:
Она на репетиции пела совершенно блестяще, просто блестяще. Ей семь лет всего. На концерте перепугалась, и не получилось, не вышло ей спеть, потому что у неё в горле прямо были спазмы от страха, и, понятное дело, петь ей было сложно.
— Константин Меладзе
В 2013 году стала обладательницей Гран-при III Международного фестиваля эстрадной музыки «Золотое яблоко» в Кишинёве (Молдавия).

### «Голос. Дети» — 2
В 9 лет приняла участие во втором сезоне украинского «Голоса. Дети» (транслировавшемся в начале 2014 года). На слепых прослушиваниях исполняла песню «Мало» Юлии Савичевой. Повернулись два кресла, Тина Кароль и Потап. Она выбрала Потапа. В итоге Анастасия дошла до финала, где была самой младшей и единственной девочкой, и вышла в суперфинал, где пела песню группы Open Kids «Мир без войны».

### «Славянский базар» — 2014
В июле 2014 года завоевала Гран-при международного детского музыкального конкурса «Витебск–2014» (детской части ежегодного «Славянского базара в Витебске»), где была самой молодой участницей. Это была первая в истории победа представителя её страны на этом конкурсе, и за неё Анастасии на Украине присудили премию «Надежда нации».
В 2016 году принимала участие в финале украинского национального отбора на «Детское Евровидение 2016» с песней «Мій світ».
В мае 2017 года взрослого «Евровидения» в Киеве открывала красную дорожку в Мариинском парке, исполняла там гимн конкурса.
Кроме того, ранее, осенью 2016 года, вместе с Александром Подоляном (ещё одним участником «Голоса. Дети») участвовала в музыкальной инсталляции «WITNESS. COMMEMORATIVE PERFORMANCE» в мемориальном парке «Бабий Яр» (в память о трагедии 1941 года). В июне 2017 года эта инсталляция завоевала бронзу в категории «Entertainment» на фестивале рекламы «Каннские львы» в Каннах.
Тем же летом 2017 года приняла участие в XV юбилейном благотворительном фестивале «Черноморские игры», дойдя до полуфинала.

### «Детское Евровидение» — 2017
Победив с песней «Не зупиняй» («Не останавливайся») в проведённом 25 августа в Пуще-Водице финале национального отбора, получила право представить свою страну на «Детском Евровидении — 2017» в столице Грузии Тбилиси 26 ноября, где заняла 7-е место со 147 баллами (при этом получив 12 баллов от сербского жюри).
В 2018 году была украинским «глашатаем» «Детского Евровидения — 2018» в Минске.

## Фильмография
- 2015: «Снупи и мелочь пузатая в кино» — Марси (украинский дубляж)
- 2019: Король Лев (фильм, 2019) — молодая Нала (украинский дубляж)